# Porsche 953

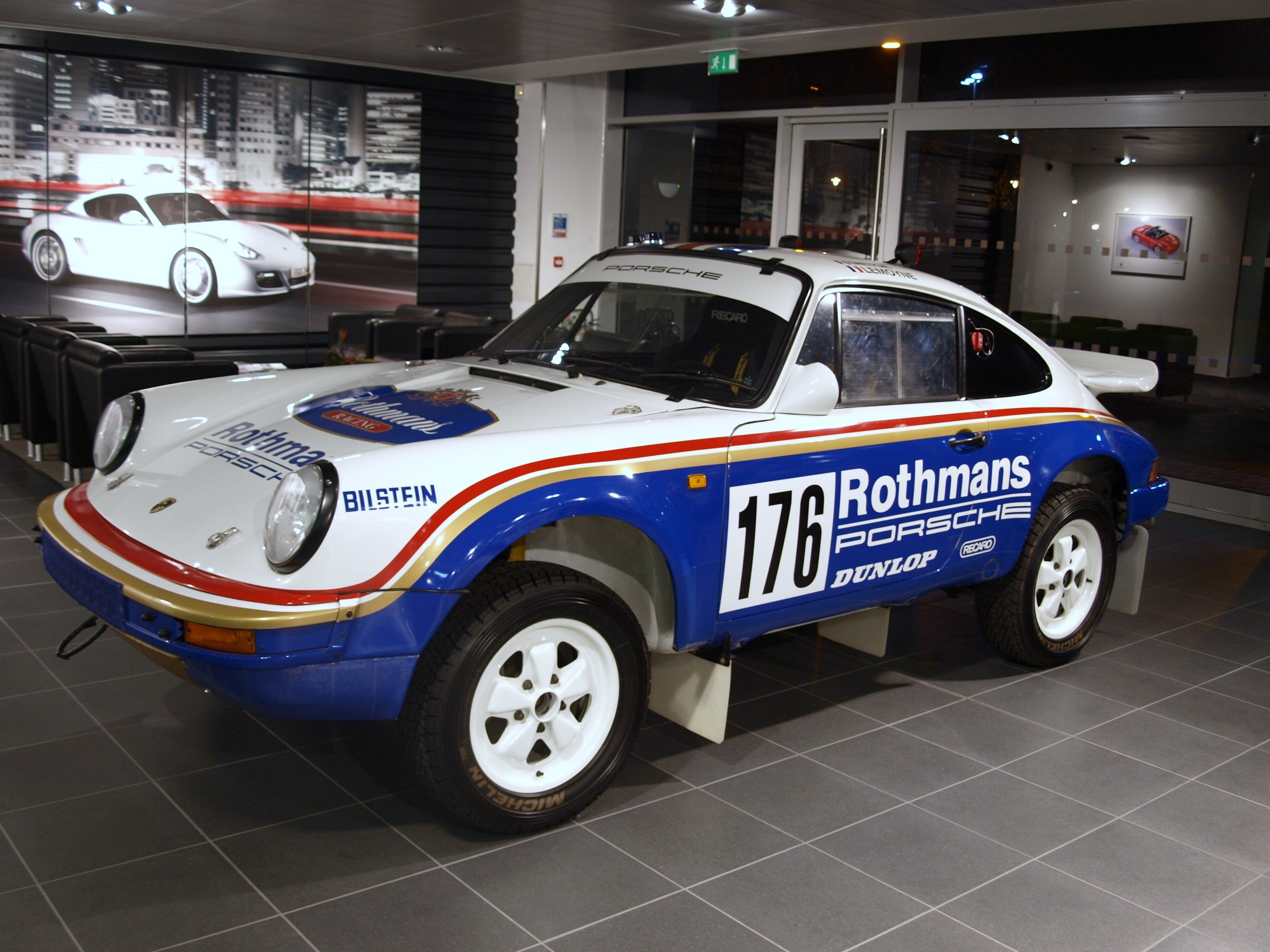
Der Porsche 953 von René Metge und Dominique Lemoyne, welcher die Rallye Paris-Dakar 1984 gewann.

Der Porsche 953 war eine stark modifizierte Version des Porsche 911, die speziell für den Einsatz bei der Rallye Paris-Dakar 1984 entwickelt und gebaut wurde. Der 953 wurde ein Jahr später vom Porsche 959 ersetzt.
Manchmal wird der 953 auch als 911 4×4 bezeichnet, da er das noch nicht serienreife Allradsystem des 959 verwendete, womit der 953 der erste 911er mit Allradantrieb war.
Um den Ansprüchen der Rallye Paris-Dakar gerecht zu werden, verfügte der 953 über ein stark angepasstes Fahrwerk. Außerdem verfügte er über einen 220 kW (330 PS) starken 6-Zylinder-Motor. Der 953 wog 1.247 kg. Insgesamt nahmen drei Porsche 953 an der Rallye teil; die Startnr. 176, gesteuert von René Metge und Dominique Lemoyne, gewann die Automobil-Wertung. Die Vorjahressieger Jacky Ickx und Claude Brasseur belegten mit Nr. 175 nach Defekten und mehreren Tagessiegen Platz 6. Die Startnummer 177 diente als Servicefahrzeug und hielt Verbindung zu zwei Service-LKW. Porsche-Ingenieur Roland Kussmaul und Erich Lerner belegten zeitweise Rang drei, landeten nach Unterstützung für Ickx und zwei Überschlägen auf Rang 26.